# Хандрин, Захар Антонович
Захар Антонович Хандрин (1824, Таганрог — 20 марта 1889, Таганрог) — купец 2-й гильдии, один из богатейших жителей Таганрога.

## Биография
Родился в 1824 году в Таганроге. Окончил  Таганрогскую мужскую классическую гимназию.
Крупный домовладелец и землевладелец. Торговал алкогольными и мануфактурными товарами. Занимался ростовщичеством. Однако пользовался уважением жителей за честность и порядочность.
Захарий Антонович женился на дочери богатого купца Федора Иорданова — Евфросинье. В семье появилось несколько детей: Мария (1872), Феодосия (1866), Георгий (1868), Марфа (1870), Павел (1877), Екатерина (1868) и Антон (год рождения неизвестен).

## Семья
- Хандрин, Антон Захарович — сын, общественный и государственный деятель, городской голова Таганрога (1910—1911).